# ابوحسان بن حسان بکری
ابوحسان بن حسان بکری کارگزار علی بن ابی طالب در استان عالی که شامل چهار ناحیه انبار، بادرویا، قصربل و مسکن بوده‌است. علی در زمان خلافتش پس از استقرار در کوفه وی را به این منصب گماشت. در سال‌های آخر خلافت علی، معاویه یورش‌هایی را به سرزمین‌های تحت حکومت علی انجام داد. از آن جمله، سفیان بن عوف غامدی با شش هزار نفر به انبار تاخت و ابوحسان با ۳۰ نفر به مقابله با وی شتافت و کشته شد.